# Un matrimonio (film 2016)
Un matrimonio (Noces) è un film del 2016 scritto e diretto da Stephan Streker.
La pellicola è ispirata al delitto d'onore di Sadia Sheikh, una ragazza belga di origini pakistane uccisa dalla sua famiglia nel 2007 a Charleroi. Il film ha ottenuto otto candidature ai premi Magritte 2018, tra cui miglior film e miglior regia per Streker.

## Trama
Zahira è una ragazza belga di 18 anni, di origini pakistane. Vive con la famiglia, con la quale ha un buon rapporto fino al giorno in cui le viene imposto un matrimonio forzato. Nasce un aperto conflitto con i propri famigliari, le cui volontà sono in netta opposizione ai desideri e aspirazioni di libertà di Zahira, abituata ad una vita occidentale. L'unico membro della famiglia che le rimane accanto è Amir, suo fratello maggiore.

## Distribuzione
Il film è stato presentato in anteprima al Toronto International Film Festival l'8 settembre 2016.
La pellicola è stata distribuita nelle sale cinematografiche francesi a partire dal successivo 22 febbraio 2017, seguite da quelle belghe l'8 marzo.
In Italia, il film ha ricevuto la sua anteprima nazionale durante il Festa del Cinema di Roma il 19 ottobre 2016.

## Riconoscimenti
- 2018 – Premio César[3]
  - Candidatura come miglior film straniero
- 2018 – Premio Lumière[4]
  - Candidatura come miglior film francofono
- 2018 – Premio Magritte[5]
  - Migliore attrice non protagonista a Aurora Marion
  - Migliori costumi a Sophie Van Den Keybus
  - Candidatura come miglior film
  - Candidatura come miglior regia a Stephan Streker
  - Candidatura come migliore sceneggiatura a Stephan Streker
  - Candidatura come migliore scenografia a Catherine Cosme
  - Candidatura come miglior sonoro a Olivier Ronval e Michel Schillings
  - Candidatura come miglior montaggio a Jérôme Guiot